# رافي بهاتيا
رافي بهاتيا (بالإنجليزية: Ravi Bhatia)‏‏ (30 نوفمبر 1988 - ) هو ممثلٌ تلفزيوني هندي، ويُعرف لدوره في مسلسل جودا أكبر، حيثُ كان بدور نور الدين جهانكير.